# 14-й окремий полк безпілотних авіаційних комплексів (Україна)
14-й окремий полк безпілотних авіаційних комплексів (14 ОП БпАК) — формування Сил безпілотних систем Збройних сил України чисельністю у полк.
Підрозділ спеціалізується на різних типах дронів: від розвідувальних безпілотників, здатних діяти в межах 50 км в тилу ворога, до далекобійних дронів-камікадзе (як «Лютий»), що можуть уражати стратегічні цілі за кілька тисяч кілометрів від кордону.

## Історія
У листопаді 2023 року полк воював на Запорізькому напрямку, а також завдавав ударів по російським позиціям в окупованих Олешках.
У лютому 2024 року полк воював у взаємодії з 46-ю окремою аеромобільною бригадою.
28 квітня 2024 року полк повідомив, що спільно з іншими українськими підрозділами уразили аеродром Кущевська, знищивши та пошкодивши 4 літаки (ймовірно Су-35 та Су-34) і кілька складів з УМПК.
13 липня 2024 року полк уразив аеродром Морозовськ. Внаслідок ураження було знищено щонайменш три літаки Су-34 та Су-30, а також цистерни з паливно-мастильними матеріалами.
30 липня 2024 року у Львові відкрився рекрутинговий центр Сил безпілотних систем, який обладнали симуляторами безпілотників. Його координатором був Ігор Шолтис («Шульц»), заступник командира батальйону «Нахтіґаль».
2 серпня 2024 року вийшло повідомлення про структурні зміни та перехід полку до складу Сил безпілотних систем.
3 серпня 2024 року на одній зі станцій метро у Дніпрі пройшла рекрутингова зустріч Сил безпілотних систем за участі представників полку, на заході були присутніми близько 500 людей.
8 серпня 2024 українські джерела повідомили, що 3-й батальйон «Нахтіґаль» бере участь в боях в Курській області.
9 серпня 2024 року полк повідомив, що уразив аеродром у Липецьку. Були пошкоджені декілька літаків МіГ-31 та Су-35, а також знищений склад, де зберігалися керовані авіаційні бомби.
20 вересня 2024 року полк повідомив, що разом з іншими українськими підрозділами знищив арсенал у Тихорецьку, на якому зберігалося 25 тисяч тон боєприпасів, в тому числі 2 тисячі тон боєприпасів з КНДР.
8 жовтня 2024 року полк повідомив, що уразив 67-й арсенал ГРАУ у Брянській області поблизу міста Карачев.
Восени 2024 го року частина військовослужбовців відокремилась від 14 полку і створила власний підрозділ — 413-й батальйон безпілотних систем «Рейд».
14 листопада 2024 року полк повідомив, що уразив аеродром Кримськ у Краснодарському краї. В результаті операції було уражено кілька ангарів з боєприпасами.
14 січня 2025 року полк повідомив, що разом з іншими українськими підрозділами повторно уразив інфраструктуру військового аеродрому «Енгельс-2» поблизу Саратова. В результаті ураження на території нафтобази «Кристал» зайнялися цистерни з авіаційним паливом для стратегічних бомбардувальників Ту-160.
24 січня оператори полк повідомив, що уразив завод мікроелектроніки «Кремній Ел» у Брянську, який постачає компоненти мікросхем для підприємств російського ВПК.

## Структура
- 1-й батальйон безпілотних авіаційних комплексів [18]
- 2-й батальйон безпілотних авіаційних комплексів
- 3-й батальйон безпілотних авіаційних комплексів[22]
- Медичний пункт[23]
- Інженерний підрозділ[24]

## Командування

### Командири полку
- на 2024: «Чарлі»[25]

### Заступники командира
Заступник з морально-психологічного забезпечення
- на 2023: Євген Карась[26]

### Командири батальйонів
1-й батальйон БпАК:
- на 2024: «Каспер»[27]

2-й батальйон БпАК:
- на 2024: «Кит»[28]

3-й батальйон БпАК:
- на 2024: «Алі Дудаєв»[29]

## Втрати

### 2023
- 18 жовтня 2023 — Швайко Сергій Анатолійович.[30]
- 3 листопада 2023 — Давидюк Тарас Дмитрович. Загинув на околицях Роботиного під час підтримки контрнаступу.[31][32]
- 23 листопада 2023 — Угринюк Михайло («Митник»). 12 травня 1967, селище Кути Косівського району. Загинув під Авдіївкою.[33]

### 2024
- 13 лютого 2024 — Михайлов Юрій Ігорович.[34]

## Традиції

### Символіка

Нарукавний знак до червня 2024
Нарукавний знак з червня 2024